# Oglasa obliquilinea
Oglasa obliquilinea är en fjärilsart som beskrevs av George Francis Hampson 1923. Oglasa obliquilinea ingår i släktet Oglasa och familjen nattflyn. Inga underarter finns listade i Catalogue of Life.